# Helmut F. Kaplan
Helmut Friedrich Kaplan (Salisburgo, 13 ottobre 1952) è un filosofo austriaco, uno dei pionieri del pensiero vegetariano e per la difesa dei diritti degli animali. Vegetariano dall’età di 11 anni, vegano dal 1991, è professore di filosofia e psicologia.
In Germania ha svolto una costante azione di divulgazione del pensiero animalista a vari livelli, con la pubblicazione di studi accademici ma anche di veri e propri best seller pensati per un ampio consumo. Il suo nome è diventato l'emblema del movimento tedesco per i diritti degli animali.
Una delle argomentazioni più controverse di Kaplan è quella che paragona l'eccidio continuo e organizzato ai danni degli animali all'Olocausto (l'"eterna Treblinka" di cui ha parlato Charles Patterson nell'omonimo saggio). L'Ecocidio, lo sterminio della vita – già sviluppata in esseri viventi autonomi, non potenziale – è nella visione di Kaplan uno sterminio di cui siamo tutti responsabili, e che si ritorce contro l'ecosistema di cui anche noi facciamo parte. Essere antispecisti, afferma Kaplan, non è assumere una posizione speciosa, velleitaria, bizzarramente utopica: al contrario, merita di diventare una presa di coscienza diffusa. L'uomo, abituato a sfruttare a cuor leggero l'ambiente che lo circonda, deve capire che non esiste alcun fondamento che gli consenta di decidere della vita altrui. Kaplan ha attirato su di sé veementi critiche, in particolare legate alle accuse di banalizzazione dell´olocausto e di istigazione alla violenza.
Kaplan attribuisce al movimento di liberazione animale un'importanza analoga a quella del movimento per la liberazione degli schiavi o al movimento di emancipazione femminile. Il suo scopo, secondo Kaplan, è equiparare le problematiche umane a quelle animali al fine di cancellare ogni traccia di specismo e della relativa discriminazione. Secondo Kaplan il movimento di liberazione animale deve superare l'idea ormai consolidata di una “umanizzazione dello sfruttamento animale”, e puntare semplicemente alla fine di questo sfruttamento. Nel contesto del suo pensiero e del pensiero animalista, “umanizzare” lo sfruttamento degli animali è un concetto di fatto privo di senso, perlomeno privo delle caratteristiche che un serio obiettivo deve avere.
In merito alle diatribe interne al movimento animalista, e in particolare a quella che vede fronteggiarsi vegetarianismo e veganismo, Kaplan ha stilato un “manifesto vegetariano-vegano”, in cui da un lato sottolinea l'urgenza e il valore di un'alimentazione strettamente vegana, dall'altro concede alcuni punti al vegetarianismo in virtù di aspetti pragmatici che sarebbe ingenuo ignorare.

## Citazioni
Kaplan considera lo specismo, non meno del razzismo e del sessismo, una pericolosa e ingiustificabile intolleranza, perpetrata soprappensiero da una grandissima fetta della popolazione. I movimenti per i diritti umani o animali sono un'unica cosa:
(Helmut Friedrich Kaplan)
(Helmut Friedrich Kaplan)
La prosa di Kaplan è diretta e asciutta, anche se talvolta può risultare brutale. A proposito dell'uso di un termine come “cannibalismo”, Kaplan ha affermato che è sua abitudine chiamare le cose con il loro nome. Quindi, chi si ciba di un altro animale lo fa solo secondariamente perché “è” carnivoro: lo fa perché sceglie di compiere un atto di cannibalismo. Le virgolette sarebbero, in sé, una critica all'argomento popolare che giustifica il consumo di carne in chiave, parrebbe, deterministica: ‘Siamo fatti così, siamo onnivori, non possiamo farci nulla’.
Kaplan afferma che l'arte (anche quella culinaria) non sfugge all'etica e alla morale. Si può essere al contempo artisti e assassini, perché il concetto di arte (o di folklore, o di rito religioso: qualsiasi pratica codificata e fruita socialmente) non può giustificare l'eliminazione della vita. Quello della cucina è un argomento delicato, proprio perché fa leva su pulsioni primarie come gli appetiti e le cosiddette "gioie della tavola". Come il folklore, la cucina è una delle barriere più difficili da superare per dare il giusto spazio ai diritti degli animali. Accettare tali diritti ha come diretta conseguenza l'adozione di uno stile di vita vegetariano senza l'uso di prodotti animali.
In Die ethische Weltformel ("La formula etica del mondo") Kaplan si chiede se esista una formula etica del mondo, cioè un sistema morale per gli uomini e per gli animali. Anche se da un punto di vista filosofico e metodologico s'incontra un certo scetticismo al riguardo, la celebre frase “non fare agli altri quello che non vorresti venisse fatto a te” gli sembra una regola pratica che s'impone per la sua semplicità e comprensibilità ed è applicabile a gran parte delle situazioni reali. È un aforisma capace di condurci a decisioni di natura squisitamente morale, un imperativo, uno strumento di rara efficacia per tutti gli uomini che vogliano vivere in maniera morale. Seguendo questa “regola aurea” sapremmo non solo come dobbiamo trattare i nostri fratelli umani, ma anche gli animali.
In Wozu Ethik? Über Sinn und Unsinn moralischen Denkens und Handelns ("A cosa serve l'etica? Sul senso e il non-senso del pensiero e dell'azione morale") Kaplan si chiede a cosa serva l'etica: mentre l'economia, la scienza e la chiesa fanno gli ultimi preparativi per il suicidio nucleare, ecologico e alimentare, gli studiosi di etica producono teorie di cui nessuno prende atto, e che nessuno capisce. Quando ci rendiamo conto dei problemi più spinosi del nostro tempo, sembra automatico capire cosa è giusto fare, con un pizzico di razionalità e di buona volontà. Eppure ci sono concetti etici limpidi e fruttuosi: per esempio l'idea dei diritti umani, universali e non relativizzabili; o i fondamenti morali del movimento animalista, il cui contributo degli ultimi due decenni è molto superiore, per impegno e risultati, a quanto fatto da tutti gli “amici degli animali” e i “protezionisti” nel corso degli ultimi due secoli. Da qui emerge il paradosso e il problema di distinguere l'etica priva di senso e superflua (come per molti versi è, secondo Kaplan, l'etica attuale), da riflessioni e impostazioni etiche ricche di senso e necessarie.
In Tierrechte - Die Philosophie einer Befreiungsbewegung ("I diritti animali – la filosofia di un movimento di liberazione") Kaplan prende in esame gli argomenti più rilevanti del movimento animalista, ed enuclea le teorie di Peter Singer e di Tom Regan.